# Watsonia strubeniae
Watsonia strubeniae är en irisväxtart som beskrevs av Harriet Margaret Louisa Bolus. Watsonia strubeniae ingår i släktet Watsonia och familjen irisväxter. Inga underarter finns listade i Catalogue of Life.